# Schizothorax lepidothorax
Schizothorax lepidothorax är en fiskart som beskrevs av Yang, 1991. Schizothorax lepidothorax ingår i släktet Schizothorax och familjen karpfiskar. IUCN kategoriserar arten globalt som starkt hotad. Inga underarter finns listade i Catalogue of Life.